# ميت ربيعة البيضاء
قرية ميت ربيعة البيضاء هي إحدى القرى التابعة لمركز بلبيس في محافظة الشرقية في جمهورية مصر العربية. حسب إحصاءات سنة 2006، بلغ إجمالي السكان في ميت ربيعة البيضاء 8896 نسمة، منهم 4549 رجل و4347 امرأة.

## التاريخ
قرية ميت ربيعة البيضاء من القرى القديمة، حيث وردت باسم «منية ربيعة البيضا» في أعمال الشرقية ضمن قرى الروك الصلاحي التي أحصاها ابن مماتي في كتاب قوانين الدواوين، كما وردت باسم «منية ربيعة البيضا» في أعمال الشرقية ضمن قرى الروك الناصري التي أحصاها ابن الجيعان في كتاب «التحفة السنية بأسماء البلاد المصرية». وفي العصر العثماني ورد هذا الاسم في التربيع العثماني الذي أجراه الوالي العثماني سليمان باشا الخادم في عصر السلطان العثماني سليمان القانوني ضمن قرى ولاية الشرقية، وفي تاريخ 1228هـ/1813م الذي عدّ قرى مصر بعد المسح الذي قام به محمد علي باشا باسم «ميت ربيعة البيضاء» ضمن قرى مديرية الشرقية.